# منزل سالار
منزل سالار (بالفارسية: خانه سالار) هو منزل تاريخي يعود إلى عصر القاجاريون، ويقع في ميبد.